# Onslowiaceae
Az Onslowiaceae a barnamoszatok (Phaeophyceae) Onslowiales rendjének egyetlen ismert családja. Egyetlen nemzetsége Adl  et al. 2019-es rendszertana szerint az Onslowia, egyes rendszertanok a Verosphacela nemzetséget is ide sorolják, de Adl  et al. 2019-es rendszertanában az a Sphacelariales nemzetsége.

## Történet
Típusfaja az Onslowia endophytica Searles et Leister 1980. E nemzetséget eredetileg a Sphacelarialesbe sorolták, de későbbi kutatások szerint az így meghatározott Sphacelariales nem bizonyult kládnak. Az Onslowiaceae családot S. G. A. Draisma és W. F. Prud'homme van Reine írták le 2001-ben, míg az Onslowiales rendet 2008-ban írták le Phillips  et al., miután kimutatták, hogy a korábbi csoportosításban a Sphacelariales polifiletikus.
2014-ben Silberfeld, Rousseau és de Reviers az akkor létrehozott Dictyotophycidae alosztály bazális kládjaként írták le genetikai információk alapján.

## Genetika
A kládnak nincs szekvenált faja, de több fajnak is ismertek részleges génszekvenciái: például a Verosphacela ebrachia I. fotorendszere klorofill a-apoprotein-génjének (psaA) 1488–1566, az rbcL génnek 1255 bp hosszú szakasza, LSU rDNS-ének 558 bp hosszú kezdete, míg például az Onslowia endophytica psaA génjének 1405–1678 bp hosszú része, coxI génjének 657, LSU rRNS-ének 557 bp hosszú része ismert.

## Filogenetika
Testvércsoportja Kawai  et al. 2015-ös barnamoszat-rendszertana szerint maximális parszimónia alapján a Dictyotales, maximális valószínűség alapján az Ishigeales, konszenzusos rendszertani elemzés szerint viszont a Sphacelariales és a Dictyotales közös csoportja. A Sphacelarialesszel, a Dictyotalesszel és a Syringodermatalesszel rbcL- vagy teljes LSU rDNS-szekvenciaadatok alapján a Fucophycidae testvérkládját alkotja egy 2004-es, egy 2014-es és egy 2008-as rendszertan szerint, azonban rbcL–18S–28S szekvenciaadatok szerint a 4 klád egymás után ágazott el.
Korábbi rendszertanokban a Verosphacela az Onslowiaceae tagja volt, de újabb rendszertanok a Sphacelarialesbe sorolják. Egyes rendszertanokban az Onslowiaceae is a Sphacelariales tagjaként szerepelt, és a Verosphacela így szerepelt az Onslowiaceae nemzetségeként. Számos tanulmányban, ahol a Verosphacela nem szerepel – például Kawai  et al., illetve Lim  et al. 2007-es tanulmányaiban –, az Onslowiaceae nem a Dictyotales testvércsoportja, ezt Bittner  et al. 2008-as tanulmánya is igazolta egy Verosphacela nélküli filogenetikai fa alapján.
Feltehetően a jurában alakulhatott ki 175–200 millió évvel ezelőtt.

## Biokémia
A Sphacelarialesszel szemben sejtfalai nem reagálnak nátrium-hipoklorittal.

## Morfológia
Hajtása kevés ágú, és szabálytalanul elágazó, ágai és szaporító szerkezetei a hajtássejtek laterális osztódásából származnak. Kiemelkedő apikális sejtjénél nincs szubapikális sejtekre jellemző transzverzális osztódás. Több lemezes plasztisza van pirenoid nélkül. Propagulái többsejtűek.

## Élőhely
Kolumbia partjai közelében ismert.

## Életmód
Szabadon élő epifiton és endofiton fajai ismertek, emellett a bentoszban közvetlenül a szubsztráton is megtalálható, és a korallokkal agresszíven verseng.

## Életciklus
Életciklusa izomorf. Ivarosan több- vagy egykamrás sporangiumok útján vagy központi apikális sejt nélküli vegetatív propagulákkal szaporodhat. Anizogám, de nem oogám – bár az egyik ivarsejttípus nagyobb a másiknál, mindkettő ostoros, és mozgásra képes.